# Hanna Hopko
Hanna Mykołajiwna Hopko, ukr. Ганна Миколаївна Гопко (ur. 4 marca 1982 w Hanaczówce) – ukraińska dziennikarka, aktywistka społeczna i polityk, deputowana VIII kadencji.

## Życiorys
Ukończyła w 2004 dziennikarstwo na Lwowskim Uniwersytecie Narodowy im. Iwana Franki. W 2009 uzyskała stopień kandydata nauk w zakresie komunikacji społecznej na Uniwersytecie Kijowskim. Była korespondentką stacji telewizyjnych Inter i Perszyj kanał. Od 2005 pracowała m.in. jako menedżer i koordynator projektów oraz w organizacjach społecznych. Była aktywistką Euromajdanu, współtworzyła wówczas grupę Reanimacyjny Pakiet Reform.
W wyborach parlamentarnych z 26 października 2014 otwierała listę krajową ugrupowania Samopomicz Andrija Sadowego, uzyskując mandat posłanki do Rady Najwyższej. Wykluczona z frakcji swojego ugrupowania w 2015.